# Mistrovství světa v judu 2015 – ženy – pololehká váha (-52 kg)
Zápasy v judu na XL. mistrovství světa v kategorii pololehkých vah žen proběhly v Astaně, 25. srpna 2015.

## Finále
| finále             |                    |
| ------------------ | ------------------ |
| Andreea Chițuová   | Misato Nakamuraová |
| Misato Nakamuraová | Misato Nakamuraová |

## Opravy / O bronz
Poražení čtvrtfinalisté se utkávají mezi sebou v opravách. Vítězové oprav následně vyzvou poražené semifinalisty v boji o bronzovou medaili.
| opravy               | o bronz                 |                   |
| -------------------- | ----------------------- | ----------------- |
| Odette Giuffridaová  | Odette Giuffridaová     | Érika Mirandaová  |
| Adijasambúgín Colmon | Odette Giuffridaová     | Érika Mirandaová  |
|                      | Érika Mirandaová        | Érika Mirandaová  |
| Natalija Kuzjutinová | Darja Skrypniková       | Darja Skrypniková |
| Darja Skrypniková    | Darja Skrypniková       | Darja Skrypniková |
|                      | Gulbadam Babamuratovová | Darja Skrypniková |

## Pavouk
|   | 1/64                    | 1/32                    | 1/16                    | čtvrtfinále             | semifinále              | finále             |
| - | ----------------------- | ----------------------- | ----------------------- | ----------------------- | ----------------------- | ------------------ |
| A | volný los               | Andreea Chițuová        | Andreea Chițuová        | Andreea Chițuová        | Andreea Chițuová        | Andreea Chițuová   |
| A | volný los               | Andreea Chițuová        | Andreea Chițuová        | Andreea Chițuová        | Andreea Chițuová        | Andreea Chițuová   |
| A | Olesja Kucenková        | Hela Ajariová           | Andreea Chițuová        | Andreea Chițuová        | Andreea Chițuová        | Andreea Chițuová   |
| A | Hela Ajariová           | Hela Ajariová           | Andreea Chițuová        | Andreea Chițuová        | Andreea Chițuová        | Andreea Chițuová   |
| A | volný los               | Distria Krasniqiová     | Distria Krasniqiová     | Andreea Chițuová        | Andreea Chițuová        | Andreea Chițuová   |
| A | volný los               | Distria Krasniqiová     | Distria Krasniqiová     | Andreea Chițuová        | Andreea Chițuová        | Andreea Chițuová   |
| A | volný los               | Katri Kakková           | Distria Krasniqiová     | Andreea Chițuová        | Andreea Chițuová        | Andreea Chițuová   |
| A | volný los               | Katri Kakková           | Distria Krasniqiová     | Andreea Chițuová        | Andreea Chițuová        | Andreea Chițuová   |
| A | volný los               | Gili Kohenová           | Gili Kohenová           | Odette Giuffridaová     | Andreea Chițuová        | Andreea Chițuová   |
| A | volný los               | Gili Kohenová           | Gili Kohenová           | Odette Giuffridaová     | Andreea Chițuová        | Andreea Chițuová   |
| A | Džazia Haddadová        | Karolina Pieńkowská     | Gili Kohenová           | Odette Giuffridaová     | Andreea Chițuová        | Andreea Chițuová   |
| A | Karolina Pieńkowská     | Karolina Pieńkowská     | Gili Kohenová           | Odette Giuffridaová     | Andreea Chițuová        | Andreea Chițuová   |
| A | Odette Giuffridaová     | Odette Giuffridaová     | Odette Giuffridaová     | Odette Giuffridaová     | Andreea Chițuová        | Andreea Chițuová   |
| A | Kelly Edwardsová        | Odette Giuffridaová     | Odette Giuffridaová     | Odette Giuffridaová     | Andreea Chițuová        | Andreea Chițuová   |
| A | volný los               | Birgit Enteová          | Odette Giuffridaová     | Odette Giuffridaová     | Andreea Chițuová        | Andreea Chițuová   |
| A | volný los               | Birgit Enteová          | Odette Giuffridaová     | Odette Giuffridaová     | Andreea Chițuová        | Andreea Chițuová   |
| B | volný los               | Mareen Krähová          | Gulbadam Babamuratovová | Gulbadam Babamuratovová | Gulbadam Babamuratovová | Andreea Chițuová   |
| B | volný los               | Mareen Krähová          | Gulbadam Babamuratovová | Gulbadam Babamuratovová | Gulbadam Babamuratovová | Andreea Chițuová   |
| B | Hannah Trotterová       | Gulbadam Babamuratovová | Gulbadam Babamuratovová | Gulbadam Babamuratovová | Gulbadam Babamuratovová | Andreea Chițuová   |
| B | Gulbadam Babamuratovová | Gulbadam Babamuratovová | Gulbadam Babamuratovová | Gulbadam Babamuratovová | Gulbadam Babamuratovová | Andreea Chițuová   |
| B | volný los               | Justine Bishopová       | Ilse Heylenová          | Gulbadam Babamuratovová | Gulbadam Babamuratovová | Andreea Chițuová   |
| B | volný los               | Justine Bishopová       | Ilse Heylenová          | Gulbadam Babamuratovová | Gulbadam Babamuratovová | Andreea Chițuová   |
| B | volný los               | Ilse Heylenová          | Ilse Heylenová          | Gulbadam Babamuratovová | Gulbadam Babamuratovová | Andreea Chițuová   |
| B | volný los               | Ilse Heylenová          | Ilse Heylenová          | Gulbadam Babamuratovová | Gulbadam Babamuratovová | Andreea Chițuová   |
| B | volný los               | Ma Jing-nan             | Julija Ryžovová         | Adijasambúgín Colmon    | Gulbadam Babamuratovová | Andreea Chițuová   |
| B | volný los               | Ma Jing-nan             | Julija Ryžovová         | Adijasambúgín Colmon    | Gulbadam Babamuratovová | Andreea Chițuová   |
| B | Laura Gomézová          | Julija Ryžovová         | Julija Ryžovová         | Adijasambúgín Colmon    | Gulbadam Babamuratovová | Andreea Chițuová   |
| B | Julija Ryžovová         | Julija Ryžovová         | Julija Ryžovová         | Adijasambúgín Colmon    | Gulbadam Babamuratovová | Andreea Chițuová   |
| B | volný los               | Ecaterina Guicăová      | Adijasambúgín Colmon    | Adijasambúgín Colmon    | Gulbadam Babamuratovová | Andreea Chițuová   |
| B | volný los               | Ecaterina Guicăová      | Adijasambúgín Colmon    | Adijasambúgín Colmon    | Gulbadam Babamuratovová | Andreea Chițuová   |
| B | volný los               | Adijasambúgín Colmon    | Adijasambúgín Colmon    | Adijasambúgín Colmon    | Gulbadam Babamuratovová | Andreea Chițuová   |
| B | volný los               | Adijasambúgín Colmon    | Adijasambúgín Colmon    | Adijasambúgín Colmon    | Gulbadam Babamuratovová | Andreea Chițuová   |
| C | volný los               | Natalija Kuzjutinová    | Natalija Kuzjutinová    | Natalija Kuzjutinová    | Misato Nakamuraová      | Misato Nakamuraová |
| C | volný los               | Natalija Kuzjutinová    | Natalija Kuzjutinová    | Natalija Kuzjutinová    | Misato Nakamuraová      | Misato Nakamuraová |
| C | Im Song-sim             | Im Song-sim             | Natalija Kuzjutinová    | Natalija Kuzjutinová    | Misato Nakamuraová      | Misato Nakamuraová |
| C | Yanet Bermoyová         | Im Song-sim             | Natalija Kuzjutinová    | Natalija Kuzjutinová    | Misato Nakamuraová      | Misato Nakamuraová |
| C | Mönchbátaryn Bundmá     | Mönchbátaryn Bundmá     | Mönchbátaryn Bundmá     | Natalija Kuzjutinová    | Misato Nakamuraová      | Misato Nakamuraová |
| C | Angelica Delgadová      | Mönchbátaryn Bundmá     | Mönchbátaryn Bundmá     | Natalija Kuzjutinová    | Misato Nakamuraová      | Misato Nakamuraová |
| C | volný los               | Kim Mi-i                | Mönchbátaryn Bundmá     | Natalija Kuzjutinová    | Misato Nakamuraová      | Misato Nakamuraová |
| C | volný los               | Kim Mi-i                | Mönchbátaryn Bundmá     | Natalija Kuzjutinová    | Misato Nakamuraová      | Misato Nakamuraová |
| C | volný los               | Joana Ramosová          | Misato Nakamuraová      | Misato Nakamuraová      | Misato Nakamuraová      | Misato Nakamuraová |
| C | volný los               | Joana Ramosová          | Misato Nakamuraová      | Misato Nakamuraová      | Misato Nakamuraová      | Misato Nakamuraová |
| C | Jaana Sundbergová       | Misato Nakamuraová      | Misato Nakamuraová      | Misato Nakamuraová      | Misato Nakamuraová      | Misato Nakamuraová |
| C | Misato Nakamuraová      | Misato Nakamuraová      | Misato Nakamuraová      | Misato Nakamuraová      | Misato Nakamuraová      | Misato Nakamuraová |
| C | volný los               | Kristine Jiménezová     | Tetjana Levytská        | Misato Nakamuraová      | Misato Nakamuraová      | Misato Nakamuraová |
| C | volný los               | Kristine Jiménezová     | Tetjana Levytská        | Misato Nakamuraová      | Misato Nakamuraová      | Misato Nakamuraová |
| C | volný los               | Tetjana Levytská        | Tetjana Levytská        | Misato Nakamuraová      | Misato Nakamuraová      | Misato Nakamuraová |
| C | volný los               | Tetjana Levytská        | Tetjana Levytská        | Misato Nakamuraová      | Misato Nakamuraová      | Misato Nakamuraová |
| D | volný los               | Érika Mirandaová        | Érika Mirandaová        | Érika Mirandaová        | Érika Mirandaová        | Misato Nakamuraová |
| D | volný los               | Érika Mirandaová        | Érika Mirandaová        | Érika Mirandaová        | Érika Mirandaová        | Misato Nakamuraová |
| D | Žanna Stankevičová      | Žanna Stankevičová      | Érika Mirandaová        | Érika Mirandaová        | Érika Mirandaová        | Misato Nakamuraová |
| D | Roni Švarcová           | Žanna Stankevičová      | Érika Mirandaová        | Érika Mirandaová        | Érika Mirandaová        | Misato Nakamuraová |
| D | Larisa Florianová       | Larisa Florianová       | Lenarija Mingazovová    | Érika Mirandaová        | Érika Mirandaová        | Misato Nakamuraová |
| D | Nguyễn Thị Quỳnh        | Larisa Florianová       | Lenarija Mingazovová    | Érika Mirandaová        | Érika Mirandaová        | Misato Nakamuraová |
| D | volný los               | Lenarija Mingazovová    | Lenarija Mingazovová    | Érika Mirandaová        | Érika Mirandaová        | Misato Nakamuraová |
| D | volný los               | Lenarija Mingazovová    | Lenarija Mingazovová    | Érika Mirandaová        | Érika Mirandaová        | Misato Nakamuraová |
| D | volný los               | Annabelle Euranieová    | Annabelle Euranieová    | Darja Skrypniková       | Érika Mirandaová        | Misato Nakamuraová |
| D | volný los               | Annabelle Euranieová    | Annabelle Euranieová    | Darja Skrypniková       | Érika Mirandaová        | Misato Nakamuraová |
| D | Evelyne Tschoppová      | Evelyne Tschoppová      | Annabelle Euranieová    | Darja Skrypniková       | Érika Mirandaová        | Misato Nakamuraová |
| D | Xenija Belďaginová      | Evelyne Tschoppová      | Annabelle Euranieová    | Darja Skrypniková       | Érika Mirandaová        | Misato Nakamuraová |
| D | volný los               | Darja Skrypniková       | Darja Skrypniková       | Darja Skrypniková       | Érika Mirandaová        | Misato Nakamuraová |
| D | volný los               | Darja Skrypniková       | Darja Skrypniková       | Darja Skrypniková       | Érika Mirandaová        | Misato Nakamuraová |
| D | volný los               | Jennifer Cruzová        | Darja Skrypniková       | Darja Skrypniková       | Érika Mirandaová        | Misato Nakamuraová |
| D | volný los               | Jennifer Cruzová        | Darja Skrypniková       | Darja Skrypniková       | Érika Mirandaová        | Misato Nakamuraová |